# Steven Isserlis
Steven Isserlis (CBE) (né à Londres, le 19 décembre 1958) est un violoncelliste britannique. Il se distingue par son répertoire varié, un son déployé avec l'utilisation de cordes en boyau (catgut) et son phrasé.

## Biographie
Isserlis naît à Londres dans une famille musicienne. Son grand-père Julius Isserlis d'origine juive russe, est l'un des douze musiciens autorisé à quitter la Russie dans les années 1920 dans le but de promouvoir la culture russe, mais il n'y retourne pas. Sur un programme daté du 29 janvier 2014, Steven Isserlis révèle qu'il est arrivé à Vienne en 1922, son grand-père pianiste et son père ont trouvé un appartement, mais la logeuse, âgée de 102 ans, a refusé de prendre un musicien parce que sa tante avait par le passé hébergé un musicien qui était bruyant — ce musicien était Ludwig van Beethoven. Sa mère était professeur de piano et son père un musicien amateur passionné joue du violon. Sa sœur, Annette, est une altiste et son autre sœur, Rachel, est violoniste. Isserlis a décrit comment « jouer de la musique, jouer ensemble » était une partie intégrante de ses jeunes années en famille
Il fréquente la City of London School, qu'il quitte à l'âge de 14 ans pour l'Écosse où il étudie avec Jane Cowan. De 1976 à 1978 Isserlis étudie à l'Oberlin Conservatory of Music avec Richard Kapuscinski et subit grandement l'influence de Daniil Chafran, qu'Isserlis décrit ainsi : « Son vibrato, son phrasé, son rythme en faisait un tout unique… Il était incapable de jouer une seule note de mauvaise foi ; sa musique parlait de l'âme ».

## Carrière
Steven Isserlis joue en soliste, en concerts de chambre et avec orchestre. Il est un ardent défenseur des compositeurs peu connus et combat pour un meilleur accès à la musique pour le jeune public. Isserlis est engagé dans l'interprétation sur instrument ancien et il se produit souvent avec des orchestres sur instruments d'époque. Il a interprété Beethoven avec le fortepianiste Robert Levin à Boston et Londres et Concerto pour violoncelle de Dvořák avec l'Orchestre de l'âge des Lumières dirigé par Simon Rattle.
Il est également l'éditeur de plusieurs partitions ou arrangements publiés principalement par Faber Music et conseiller pour les nouvelles éditions des sonates et variations pour violoncelle et piano de Beethoven, ainsi que pour le Concerto pour violoncelle de Dvořák et d'Elgar. Il a commandé une nouvelle édition du concertino pour violoncelle de Prokofiev par le musicologue Vladimir Blok, créée le 11 avril 1997 à Cardiff, avec l'Orchestre de la BBC du pays de Galles, sous la direction de Mark Wigglesworth. 
Isserlis a donné en création des œuvres de compositeurs comme John Tavener (qui a écrit le The Protecting Veil spécialement pour lui), Lowell Liebermann, Carl Vine, David Matthews, John Woolrich, Wolfgang Rihm, Mikhail Pletnev et Thomas Adès.
Isserlis a joué dans de nombreux festivals en compagnie de musiciens avec lesquels il collabore depuis de nombreuses années, tels Joshua Bell, Stephen Hough, Mikhail Pletnev, András Schiff, Denes Varjon, Olli Mustonen et Tabea Zimmermann ; ainsi qu'avec des acteurs : Barry Humphries et Simon Callow. Il est le directeur artistique du « Séminaire international des musiciens Prussia Cove » à Londres (fondé par Sándor Végh), où il joue et enseigne, comptant parmi ses élèves la violoniste Irène Duval.
Son épouse, Pauline Mara, flûtiste, est morte d'un cancer en juin 2010. Son fils, Gabriel Mara Isserlis, né en 1990, travaille actuellement à ses diplômes en informatique et film au Rochester Institute of Technology et est devenu un frère du chapitre Iota Beta de Kappa Delta Rho en 2014.
Isserlis joue sur le Stradivarius « De Munck » de 1730, prêt de la Nippon Music Foundation. Il est en partie propriétaire d'un Montagnana de 1740 et d'un Guadagnini de 1745, qu'il a joué exclusivement de 1979 à 1998 en partie propriétaire avec David Waterman, violoncelliste du Quatuor Endellion. Isserlis a effectué sa première direction d'orchestre depuis son violoncelle en février 2008, avec l'Orchestre de chambre irlandais au National Concert Hall de Dublin.

## Honneurs
Il a été nommé commandeur de l'Ordre de l'Empire britannique (CBE) en 1998 et recueilli son prix avec son père, alors que sa mère était morte dans la semaine. Il a reçu le prix Schumann en 2000 décerné par la ville de Zwickau.

## Écrits
Steven Isserlis est aussi l'auteur de deux livres pour enfants sur la vie de deux grands compositeurs : le premier intitulé Why Beethoven Threw the Stew (Faber & Faber, 2001), le second Why Handel Waggled His Wig (Faber & Faber, 2006). Il a également écrit trois histoires mises en musique par la compositrice oscarisée Anne Dudley : le premier de la série, Little Red Violin (and the Big, Bad Cello) a été créé à New York en mars 2007, suivi par Goldipegs and the Three Cellos, et Cendrillon (publié par Universal Edition).
- Why Beethoven Threw the Stew: And Lots More Stories about the Lives of Great Composers (2002)
- Why Handel Waggled His Wig (2006)
- Anthem Guide to the Opera, Concert Halls and Classical Music Venues of Europe (2007)
- 1001 Classical Recordings You Must Hear Before You Die (2008)

## Discographie
Les enregistrements d'Isserlis reflètent l'ampleur et l'éclectisme de son répertoire. L'un de ses disques récent, intitulé reVisions, pour le label BIS contient des arrangements et reconstruction d'œuvres de Debussy, Ravel, Prokofiev et Bloch. Pour Hyperion Records, Isserlis a enregistré la musique pour violoncelle et piano de Schumann avec Dénes Várjon, et les Suites pour violoncelle seul de Bach, qui a gagné de nombreuses récompenses, notamment le disque des auditeurs de l'année sur BBC Radio 3, disque de l'année pour la revue Gramophone et choix du critique au Classic BRIT Awards 2008.  D'autres parutions importantes comprennent deux enregistrements avec Stephen Hough : les sonates de Brahms couplées avec des œuvres de Dvořák et Suk ; un disque de pièces pour enfants de musique de violoncelle BIS, « Lieux retrouvés ». On compte aussi le Concerto pour violoncelle de Dvorak (Hyperion) et une collection d'œuvres avec le pianiste et chef Olli Mustonen pour BIS.
Concertos
- 1990 : Kabalevski, Concerto pour violoncelle no 2 ; Prokofiev, Concertino pour violoncelle, op. 132 Sonate pour violoncelle, op. 133 - Orchestre philharmonique de Londres, Dir. Andrew Litton (1er décembre 1988/février 1989, Virgin) (OCLC 26130738)
- 2000 : Saint-Saëns, Concertos pour violoncelle nos 1 & 2 - London Symphony Orchestra, Dir. Michael Tilson Thomas ; Orchestre symphonique de la NDR, dir. Christoph Eschenbach (BMG)
- 2001 : John Tavener : The Protecting Veil, Thrinos ; Benjamin Britten : 3e suite pour violoncelle op. 87 - Steven Isserlis : Violoncelle, London Symphonic Orchestra (Dir. Gennady Rozhdestvensky).
- 2006 : Children's Cello pièces pour violoncelle notamment de Simon Callow, Maurice Gendron, John Graves, Luigi Boccherini, Gavin Bryars, Jean Sibelius, George Dyson, Frank Bridge, Amy Beach, Gabriel-Marie, Francis Poulenc, David Popper, Felix Mendelssohn, Gaspar Cassadó, Olli Mustonen… (août 2005, BIS) (OCLC 827730644)
- 2009 : Schumann, Fantasiestücke, op.73 ; Adagio et Allegro, op.70 ; Romances op.94 ; Stücke im Volkston, op.102 ; Sonate pour violon no 3 [arr. Isserlis] - avec Dénes Várjon, piano (Hyperion CDA67661)
- 2010 : ReVisions, Debussy (Suite pour violoncelle et orchestre [arrangement Sally Beamish]) ; Ravel (Deux mélodies hébraïques [arr. Richard Tognetti]) ; Prokofiev Concertino pour violoncelle, op. 132 [complété par Rostropovitch, arr. Vladimir Blok (en)]) ; Bloch (From Jewish life [arr. Christopher Palmer]) - Tapiola Sinfonietta, Dir. Gábor Takács-Nagy (novembre 2009, BIS) (OCLC 823751694)
- 2013 : Dvořák, Concerto pour violoncelle, op. 104, Concerto pour violoncelle en la majeur, D. 10 [orch. Günter Raphael] - Orchestre de chambre Mahler, Dir. Daniel Harding (20–21 octobre 2012, Hyperion CDA67917) (OCLC 858637045)
- 2015 : Prokofiev et Chostakovitch, Concertos pour violoncelle - Orchestre symphonique de la radio de Frankfort, Dir. Paavo Järvi (3–4 juillet 2013/12–13 décembre 2013, Hyperion) (OCLC 904403099)

Musique de chambre
- 1990 : Martinů, Sonates pour violoncelle - avec Peter Evans, piano (20–21 janvier 1988, Hyperion CDH551 85) (OCLC 23048501)
- 1990 : Ravel, Trio avec piano - avec Joshua Bell, violon ; Jean-Yves Thibaudet, piano (1990, ecca 425 860-2)
- 1997 : Tavener, Quatuor à cordes, The Hidden Treasure ; Mélodies Akhmatova ; Chant pour violoncelle seul ; Eternal Memory - avec Patricia Rozario, soprano ; Daniel Philips et Krista Bennion Feeney, violon ; Todd Philips, alto ; Chœur de chambre de Kiev, Dir. Mykola Gobdych ; Virtuoses de Moscou, Dir. Vladimir Spivakov (BMG)
- 2003 : Rachmaninov & Franck, Sonates pour violoncelle - avec Stephen Hough, piano (23–25 août 2002, Hyperion CDA67376)
- 2007 : Bach, Suites pour violoncelle seul (2005, 2CD Hyperion CDA67541/2)
- 2015 : Martinů, Sonates pour violoncelle - avec Olli Mustonen, piano (janvier 2013, BIS) (OCLC 908766401)
- 2014 : Beethoven, Sonates pour violoncelle et piano - avec Robert Levin, piano (2CD Hyperion 67981)